# Brachininae
Brachininae zijn een onderfamilie van de loopkeverfamilie (Carabidae). De wetenschappelijke naam werd voor het eerst geldig gepubliceerd in 1810 door Franco Andrea Bonelli.

## Taxonimie
De volgende taxa worden bij de onderfamilie ingedeeld:
- Tribus Brachinini Bonelli, 1810
  - Subtribus Aptinina Gistel, 1848
  - Subtribus Brachinina Bonelli, 1810
  - Subtribus Mastacina Erwin, 1970
  - Subtribus Pheropsophina Jeannel, 1949
- Tribus Crepidogastrini Jeannel, 1949